# Santi Quirico e Giulitta (titolo cardinalizio)
Santi Quirico e Giulitta (in latino Titulus Sancti Quirici et Iulittæ) è un titolo cardinalizio eretto da papa Sisto V il 13 aprile 1587 con la costituzione apostolica Religiosa, per sostituire quello di San Ciriaco alle Terme Diocleziane da lui soppresso.
Dal 24 novembre 2007 il titolare è il cardinale Seán Baptist Brady, arcivescovo emerito di Armagh.

## Titolari
- Alessandro Ottaviano de' Medici (9 gennaio 1584 - 14 gennaio 1591, nominato cardinale presbitero dei Santi Giovanni e Paolo, poi eletto papa Leone XI)
- Francesco Maria Bourbon del Monte (5 aprile 1591 - 14 febbraio 1592 nominato cardinale presbitero di Santa Maria in Ara Coeli)
- Lucio Sassi (11 ottobre 1593 - 29 febbraio 1604 deceduto)
- Marcello Lante (9 ottobre 1606 - 20 marzo 1628 nominato cardinale presbitero di Santa Prassede)
- Gregorio Naro (17 dicembre 1629 - 7 agosto 1634 deceduto)
  - Titolo vacante (1634 - 1643)
- Angelo Giori (31 agosto 1643 - 8 agosto 1662 deceduto)
- Lorenzo Raggi (11 febbraio 1664 - 6 febbraio 1679 nominato cardinale presbitero di San Lorenzo in Damaso)
- Galeazzo Marescotti (22 settembre 1681 - 21 giugno 1700 nominato cardinale presbitero di Santa Prassede)
  - Titolo vacante (1700 - 1710)
- Fulvio Astalli (19 febbraio 1710 - 7 maggio 1710 nominato cardinale presbitero di San Pietro in Vincoli)
- Michelangelo Conti (23 febbraio 1711 - 8 maggio 1721 eletto papa Innocenzo XIII)
- Henri-Pons de Thiard de Bissy (16 giugno 1721 - 14 agosto 1730 nominato cardinale presbitero di San Bernardo alle Terme)
- Troiano Acquaviva d'Aragona (17 novembre 1732 - 19 gennaio 1733 nominato cardinale presbitero di Santa Cecilia)
- Domenico Riviera (o Rivera) (13 aprile 1733 - 2 gennaio 1741 nominato cardinale presbitero dei Santi XII Apostoli)
  - Titolo vacante (1741 - 1755)
- Luca Melchiore Tempi (21 luglio 1755 - 24 maggio 1756 nominato cardinale presbitero di Santa Susanna)
  - Titolo vacante (1756 - 1759)
- Giuseppe Alessandro Furietti (19 novembre 1759 - 14 gennaio 1764 deceduto)
  - Titolo vacante (1764 - 1817)
- Antonio Lante Montefeltro Della Rovere (1º ottobre 1817 - 23 ottobre 1817 deceduto)
  - Titolo vacante (1817 - 1829)
- Giovanni Antonio Benvenuti (21 maggio 1829 - 14 novembre 1838 deceduto)
- Gabriele Ferretti (11 luglio 1839 - 12 settembre 1853 nominato cardinale presbitero di Santa Sabina)
  - Titolo vacante (1853 - 1857)
- Juraj Haulík Váralyai (19 marzo 1857 - 11 maggio 1869 deceduto)
  - Titolo vacante (1869 - 1877)
- Miguel Payá y Rico (25 giugno 1877 - 24 dicembre 1891 deceduto)
- Giuseppe Maria Graniello, B. (15 giugno 1893 - 8 gennaio 1896 deceduto)
- Salvador Casañas y Pagés (25 giugno 1896 - 27 ottobre 1908 deceduto)
  - Titolo vacante (1908 - 1916)
- Tommaso Pio Boggiani, O.P. (7 dicembre 1916 - 15 luglio 1929 nominato cardinale vescovo di Porto e Santa Rufina)
  - Titolo vacante (1929 - 1958)
- Paul-Marie-André Richaud (18 dicembre 1958 - 5 febbraio 1968 deceduto)
  - Titolo vacante (1968 - 2007)
- Seán Baptist Brady, dal 24 novembre 2007